# Daniella Pineda
Daniella Nicole Pineda, née le 20 février 1987 à Oakland en Californie, est une actrice américaine.

## Carrière
En janvier 2013, il est annoncé que Daniella Pineda jouera le rôle de la sorcière Sophie Deveraux dans l'épisode 20 de la saison 4 de la série à succès de The CW, The Vampire Diaries. Cet épisode sert de pilote pour une série spin-off, The Originals, qui se déroule dans le quartier français de La Nouvelle-Orléans, le Vieux Carré. Elle reprend ce rôle au cours de la première saison. Son personnage se fait tuer et elle quitte la série.
Elle joue le rôle de Rubby Sims dans la série américaine American Odyssey en 2015. En 2016, elle tient le rôle de Vanessa dans la série The Detour.
Depuis 2019, elle interprète Cassidy Barrett dans la série télévisée What/If aux côtés de Renée Zellweger et Blake Jenner.

## Vie privée
Daniella Pineda est diplômée du Mills College. Elle réside à Williamsburg à Brooklyn.

## Jeunesse
Daniella Pineda est née le 20 février 1987, à Oakland, Californie, fille d'Eric Klein et Patricia Pineda. Daniella a deux frères et sœurs, Anneliese and Elliot. Elle est américaine d'origine mexicaine de troisième génération, elle obtient son diplôme au Mills College avec une spécialisation en sociologie et en radiojournalisme,. elle obtient une bourse au KALW, où ses sujets traitaient notamment du racisme et de la pauvreté dans la région de la baie de San Francisco.

## Vie personnelle et activisme
Daniella Pineda est née le 20 février 1987, à Oakland, Californie, fille d'Eric Klein et Patricia Pineda. Daniella a deux frères et sœurs, Anneliese and Elliot. Elle est américaine d'origine mexicaine de troisième génération, elle obtient son diplôme au Mills College avec une spécialisation en sociologie et en radiojournalisme,. elle obtient une bourse au KALW, où ses sujets traitaient notamment du racisme et de la pauvreté dans la région de la baie de San Francisco.
Pineda a été adopté par sa tante et son oncle à l'âge de 16 ans  ; elle a déclaré que ses parents biologiques ne sont pas "réellement présents dans sa vie".
Elle a plaidé pour une meilleure reconnaissance des acteurs mexicains, affirmant qu'ils sont souvent relégués à des rôles stéréotypés, et que l'Amérique latine est sous-représentée en général. Elle a également dénoncé le fait que des directeurs de casting ne l'aient pas trouvée assez "mexicaine", malgré ses origines mexicaines.
En janvier 2025, la maison de Pineda à Altadena, en Californie, a été détruite par l'incendie d'Eaton ; elle n'a pu sauver que son chien et un ordinateur portable,.

## Filmographie

### Cinéma
- 2011 : Newlyweds d'Edward Burns : Vanessa
- 2012 : The Fitzgerald Family Christmas d'Edward Burns : Abbie
- 2015 : Jamais entre amis de Leslye Headland : Danica
- 2017 : Mr. Roosevelt de Noël Wells : Jen Morales
- 2018 : Jurassic World: Fallen Kingdom de Juan Antonio Bayona : Zia Rodriguez
- 2019 : Mercy Black d'Owen Egerton : Marina Hess
- 2023 : Mayday (Plane) de Jean-François Richet : Bonnie Lane
- 2025 : Mr. Wolff 2 de Gavin O'Connor : Anaïs

### Télévision
- 2010 : Men of a Certain Age : Kit
- 2010-2011 : CH Originals : rôles multiples
- 2012 : Homeland : Julia Diaz
- 2012 : Midnight Sun : Daria Wernahm
- 2013 : The Vampire Diaries (saison 4, épisode 20) : Sophie Deveraux
- 2013-2014 : The Originals (saison 1) (épisodes 1 à 13) : Sophie Deveraux
- 2015 : American Odyssey : Rubby Sims
- 2016 : The Detour : Vanessa
- 2019 : What/If : Cassidy Barrett
- 2021 : Cowboy Bebop : Faye Valentine